# San Fernando (Bukidnon)
San Fernando,  es un municipio filipino de primera categoría, situado al norte de la isla de Mindanao. Forma parte de  la provincia de Bukidnon situada en la Región Administrativa de Mindanao del Norte en cebuano Amihanang Mindanaw, también denominada Región X. 
Para las elecciones está encuadrado en el Segundo Distrito Electoral.

## Barrios
El municipio  de San Fernando se divide, a los efectos administrativos, en 24 barangayes o barrios, conforme a la siguiente relación:

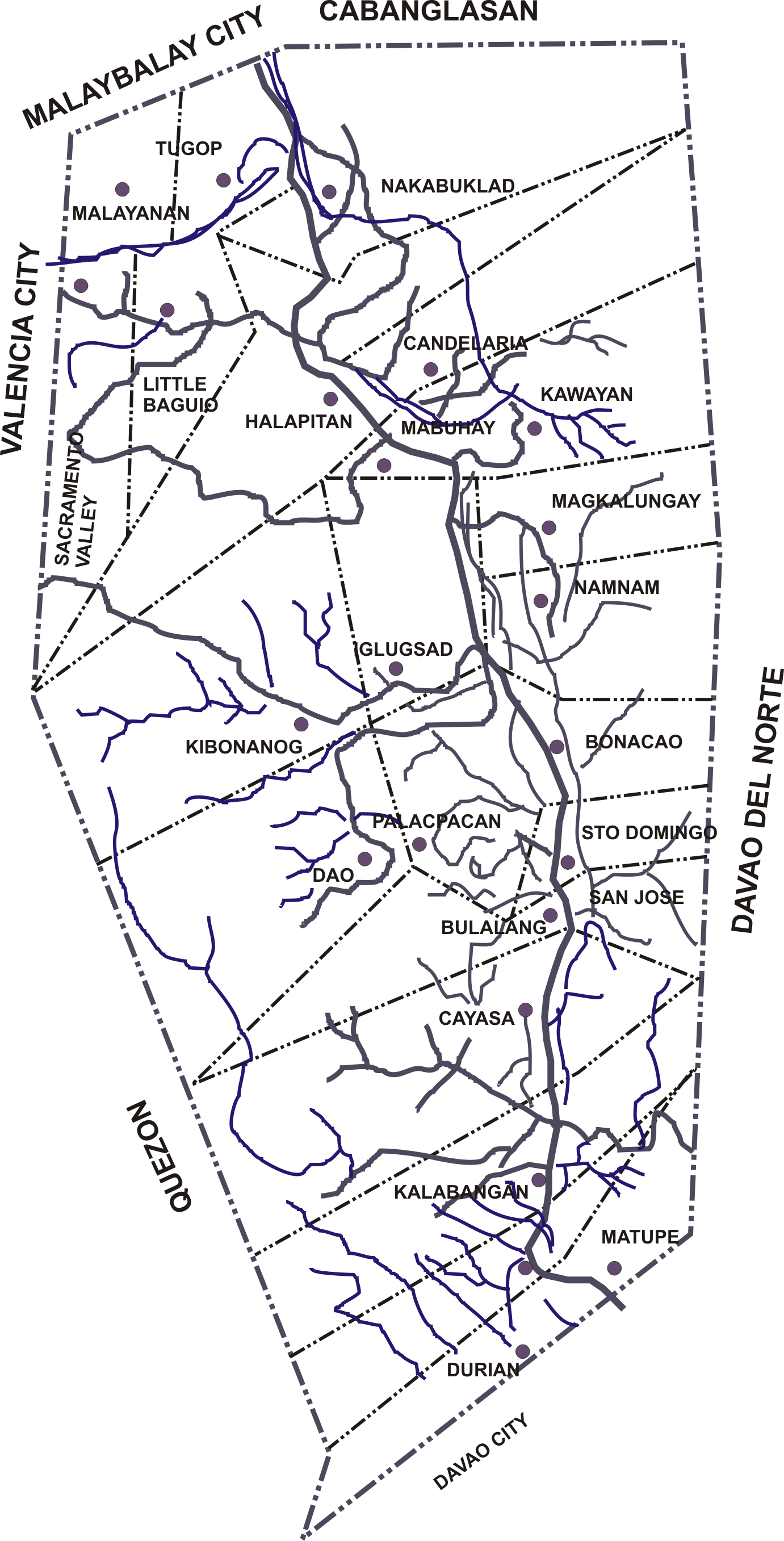
Los 24 barrios de la jurisdicción de San Fernando.

| - Bonacao - Cabuling - Kawayán - Cayaga - Dao - Durián - Iglugsad - Kalagangán - Kibongkog - Pequeño Baguio - Nacabuklad - Namnam | - Palacpacán - Halapitán (Población) - San José - Santo Domingo - Tugop - Matupe - Bulalang - Candelaria - Mabuhay (Kalagutay) - Magkalungay - Malayanan - Valle de Sacramento |  |

## Historia
El 18 de junio de 1966 los barrios de Abihid, San Alfonso (Tugop), Taga Alas-as, Little Baguio, Halapitan, Kalagutay, Sinanglanganan y Malambago, hasta ahora pertenecientes al municipio de Malaybalay; y los barrios de Namnam, Iglugsad, Kibungcog, Bonacao, Perino (Plikpakan), Santo Domingo (Dulag), San Jose (Tugda-an) y Ale (Bulalang), hasta ahora pertenecientes al municipio de Maramag, quedan separados para formar el nuevo municipio de San Fernando, con la sede del gobierno en el barrio de Halapitán.